# Praça Tubal Vilela

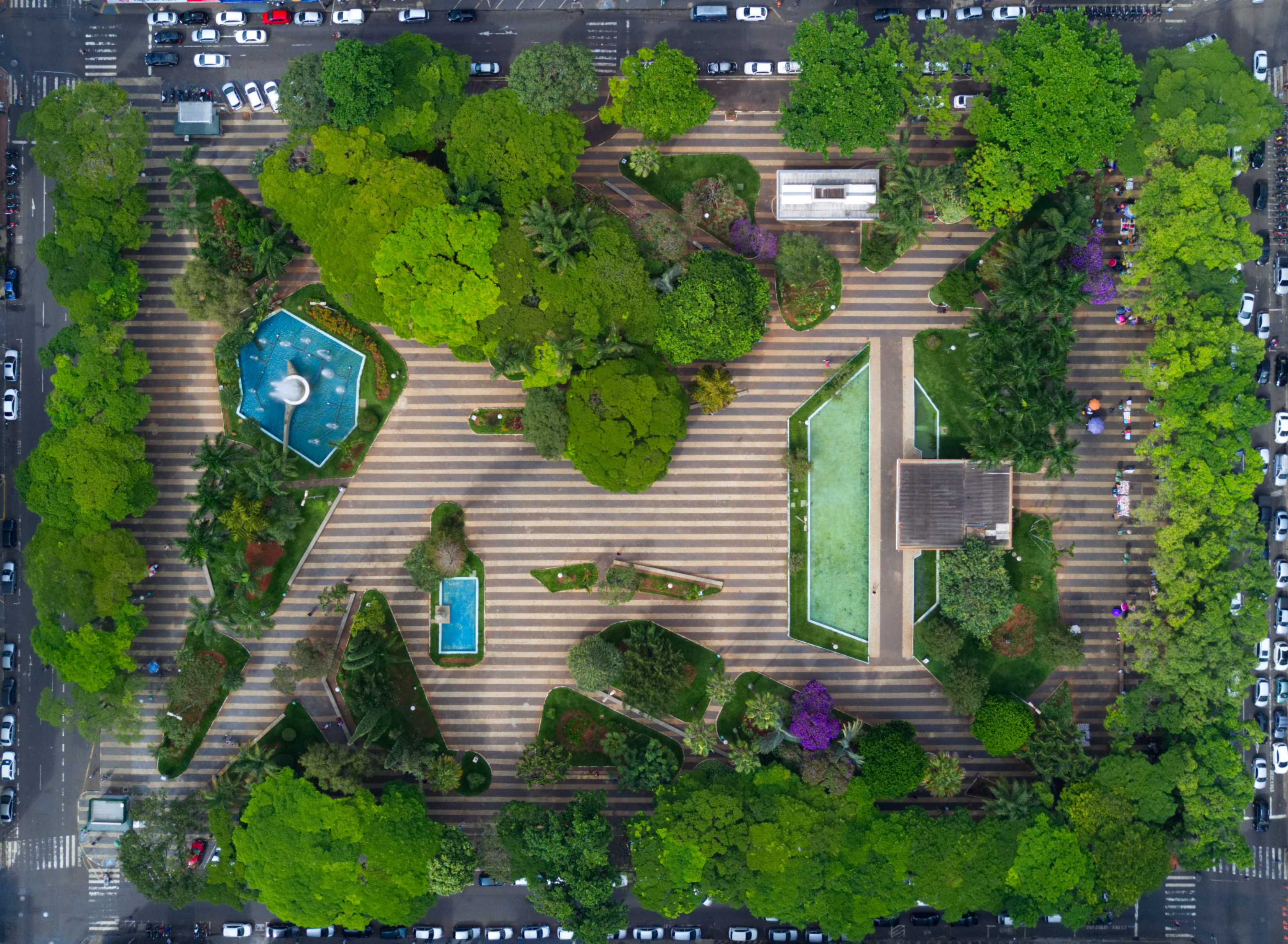
Foto aérea da praça Tubal Vilela.

A Praça Tubal Vilela é a principal praça da cidade de Uberlândia, no Sudeste do Brasil.
- Localizada na região central.
- É um dos pontos turísticos da cidade, destacando a boa arborização, uma fonte luminosa com sons e vários espelhos d'Água.
- A praça é rodeada de um forte comércio, tem lojas como: Americanas, Magazine Luiza, Ricardo Eletro, Riachuelo, entre muitas outras.
- Há agências do Banco Itaú, da Caixa e do Bradesco.
- É muito movimentada.
- Tem um posto da Polícia Militar e um posto avançado da Settran (Secretaria de Trânsito e Transportes).[1]

## Localização
- Fica entre as Avenidas Afonso Pena e Floriano Peixoto e ruas Duque de Caxias e Olegário Maciel, no hipercentro de Uberlândia.

Fontes
- Urutagua